# عبدالرضا زارعی
عبدالرضا زارعی یکی از بازیکنان فوتبال ایران است. این بازیکن در اردوهای تیم ملی  نوجوانان و جوانان ایران عضویت داشته و در   مسابقات جام جهانی نوجوانان ۲۰۱۳ امارات  و همچنین عنوان سومی مسابقات آسیایی ۲۰۱۲ را در اختیار دارد عبدالرضازارعی متولد یکم بهمن ماه ۱۳۷۴ است. این بازیکن در باشگاههای فجرشهیدسپاسی شیراز  ،سیاه جامگان مشهد،فولاد خوزستان،فولاد نوین خوزستان،بادران تهران ،آرمان گهر سیرجان عضویت داشته است و دوران سربازی خود را در تیم پایه تراکتور سازی تبریز گذرانده و در از ابتدای فصل 2022 در تیم های باشگاهی کاستوم لادکرابانگ یونایتد تایلند و ناخون پاتوم یونایتد تایلند بازی می‌کند.